# パンプシー・グリーン
パンプシー・グリーン（Pumpsie Green）ことイライジャ・ジェリー・グリーン（Elijah Jerry Green，1933年10月27日 - 2019年7月17日）は、アメリカ合衆国オクラホマ州ボリー出身のプロ野球選手（二塁手・遊撃手）。
ボストン・レッドソックス初のアフリカ系アメリカ人選手である。

## 経歴

### プロ入り前
オクラホマ州ボリーにて5人兄弟の長男として誕生し、幼少期にカリフォルニア州オークランドへ移住。小学校から野球を始め、早い時期からスイッチヒッターとなった。MiLBパシフィックコーストリーグに所属していた地元球団オークランド・オークスの大ファンで、プレイすることを望んでいた。1953年にオークスと契約するが、別のリーグに派遣されたためオークスでのプレイ経験は無かった。

### マイナーリーグ時代
カリフォルニアリーグ所属のストックトン・ポーツでプレイした1955年に打率.319・11三塁打・31盗塁・122四球・出塁率.449・133得点の好成績を記録し、リーグMVPに選出された。1956年2月8日にレッドソックスへ移籍。

1958年はアメリカン・アソシエーション所属のミネアポリス・ミラーズでプレイし、打率.253ながら107四球で出塁率.380を記録し、選球眼の高さを発揮。1959年はアリゾナ州スコッツデールでのスプリングトレーニングに参加するが、最終的にはミラーズで開幕を迎える。打率.320・出塁率.439の成績でメジャーに昇格した。

### メジャーリーグ時代
7月21日のシカゴ・ホワイトソックス戦の8回表、安打で出塁したヴィック・ワーツの代走として出場しメジャーデビュー。1947年にブルックリン・ドジャースのジャッキー・ロビンソンがカラーラインを打破してから12年、メジャー16球団（当時）で唯一非白人を受け入れていなかったレッドソックスでプレイした最初の黒人選手となった。9月7日のニューヨーク・ヤンキース戦ではボブ・ターリーからメジャー初本塁打を放つなど主に二塁手として50試合に出場し、打率.244ながら出塁率.350を記録した。
1960年は開幕メジャー入りを果たし、6月8日のクリーブランド・インディアンス戦でジム・ペリーからキャリア唯一の満塁本塁打を放つなどキャリアハイの133試合に出場。
1961年はスプリングトレーニングで打率.478を記録し、開幕から遊撃のレギュラーとして起用されるが打率1割台と低調。後半戦で打率.287・出塁率.398と調子を上げ、シーズン通算で打率.260・6本塁打・出塁率.376を記録した。

1962年は56試合の出場に留まり、12月11日に1選手との交換トレードで、2選手（内1名は後日発表）と共にニューヨーク・メッツへ移籍。
1963年はAAA級インターナショナルリーグのバッファロー・バイソンズで打率.308・17本塁打・出塁率.404を記録して9月にメジャー昇格、17試合に出場した。メジャーでのキャリアは同年が最後となった。
以降は腰の故障に悩まされ、1965年7月16日に放出される。その後デトロイト・タイガース傘下AAA級シラキュース・チーフスでプレイし、同年限りで現役を引退した。

### 引退後
引退後はカリフォルニア州バークリーのバークリー高校で数学を教える傍ら、コーチとして指導を行った。
2009年4月、メジャーデビュー50周年を記念してフェンウェイ・パークで始球式を行った。球団のイベントに出席したのは2012年4月のフェンウェイ・パーク100周年記念式典が最後となった。
2019年7月17日、カリフォルニア州サンレアンドロにて85歳で逝去。

## 人物・エピソード
メジャーでのキャリアは僅か5年で終わるなど目立った成績は残せなかったが、人種の壁を打ち破ったという点で球団の歴史において欠くことのできない人物である。
他の選手からは歓迎されていたと語り、特に同じカリフォルニア州育ちのテッド・ウィリアムズは毎試合前のキャッチボールやウォーミングアップの相手にグリーンを指名するなどし「野球以外のどんなことでもアドバイスをしてくれた」という。
幼い頃から母に「パンプシー」と呼ばれていたが、名前の由来は分からないと語っている。
1962年7月26日のヤンキース戦に3-13と大敗し、試合後にワシントンD.C.への移動のためにバスでニューアーク・リバティー国際空港に向かう途中、マンハッタンのジョージ・ワシントン・ブリッジ付近で渋滞に巻き込まれた際、試合の先発投手で8失点を喫してノックアウトされたジーン・コンリーと共に公衆トイレを使用するためバスを降りた。バーで飲酒した後に戻ると既にバスはそこから消えており、翌日チームに合流したものの、その日のワシントン・セネターズとのダブルヘッダーには出場できなかった。一方コンリーは数日間姿を消し、酔っ払った状態でパスポートやチケットも持たずにアイドルワイルド空港でイスラエル行きの飛行機に搭乗しようとしていたところを発見された。この騒動は全米に報道され、両人に罰金が科された。
7歳下の実弟コーネル・グリーンはアメリカンフットボール選手で、NFLダラス・カウボーイズでコーナーバック，セイフティとして13シーズンプレイした。

## 詳細情報

### 年度別打撃成績
| 年 度     | 球 団     | 試 合 | 打 席 | 打 数 | 得 点 | 安 打 | 二 塁 打 | 三 塁 打 | 本 塁 打 | 塁 打 | 打 点 | 盗 塁 | 盗 塁 死 | 犠 打 | 犠 飛 | 四 球 | 敬 遠 | 死 球 | 三 振 | 併 殺 打 | 打 率 | 出 塁 率 | 長 打 率 | O P S |
| --------- | --------- | ----- | ----- | ----- | ----- | ----- | -------- | -------- | -------- | ----- | ----- | ----- | -------- | ----- | ----- | ----- | ----- | ----- | ----- | -------- | ----- | -------- | -------- | ----- |
| 1959      | BOS       | 50    | 207   | 172   | 30    | 40    | 6        | 3        | 1        | 55    | 10    | 4     | 2        | 4     | 0     | 29    | 0     | 2     | 22    | 1        | .233  | .350     | .320     | .670  |
| 1960      | BOS       | 133   | 313   | 260   | 36    | 63    | 10       | 3        | 3        | 88    | 21    | 3     | 4        | 1     | 4     | 44    | 2     | 1     | 47    | 8        | .242  | .350     | .338     | .688  |
| 1961      | BOS       | 88    | 264   | 219   | 33    | 57    | 12       | 3        | 6        | 114   | 27    | 4     | 2        | 1     | 2     | 42    | 3     | 0     | 32    | 4        | .260  | .375     | .425     | .801  |
| 1962      | BOS       | 56    | 104   | 91    | 12    | 21    | 2        | 1        | 2        | 31    | 11    | 1     | 0        | 0     | 2     | 11    | 0     | 0     | 18    | 0        | .231  | .308     | .341     | .648  |
| 1963      | NYM       | 17    | 66    | 54    | 8     | 15    | 1        | 2        | 1        | 23    | 5     | 0     | 2        | 0     | 0     | 12    | 0     | 0     | 13    | 1        | .278  | .409     | .426     | .835  |
| 通算：5年 | 通算：5年 | 344   | 954   | 796   | 119   | 196   | 31       | 12       | 13       | 290   | 74    | 12    | 10       | 6     | 8     | 138   | 5     | 3     | 132   | 14       | .246  | .357     | .364     | .721  |